# Traisen (Niederösterreich)
Traisen ist eine Marktgemeinde mit 3385 Einwohnern (Stand 1. Jänner 2025) im Bezirk Lilienfeld in Niederösterreich.

## Geografie
Traisen liegt im Mostviertel Niederösterreichs an den Ufern des gleichnamigen Flusses Traisen im Traisental. Innerhalb des Gemeindegebietes mündet auch deren einziger großer Nebenfluss, die Gölsen, in die Traisen. Der Markt umfasst 6,8 Quadratkilometer, etwa ein Drittel dieser Fläche ist bewaldet.

### Gemeindegliederung
Traisen ist die einzige Katastralgemeinde und auch die einzige Ortschaft. Zur Ortschaft zählen aber auch die Siedlungen Annenhofsiedlung, Gölsensiedlung, Scheibmühl, Scheibmühlersiedlung, Traisensiedlung und mehrere Einzellagen.

### Nachbargemeinden
Südlich von Traisen ist die nächste größere Stadt Lilienfeld, im Norden Wilhelmsburg. Im Osten von Traisen befinden sich die beiden großen Gölsentaler Orte St. Veit an der Gölsen sowie Hainfeld.
| Eschenau |                                             | St. Veit an der Gölsen |
|          | Kompassrose, die auf Nachbargemeinden zeigt |                        |
|          | Lilienfeld                                  |                        |

## Geschichte
Im Altertum war das Gebiet Teil des keltischen Königreichs Noricum und schließlich Teil der gleichnamigen römischen Provinz.
1926 wurde Traisen zum Markt erhoben.
Die heutige Marktgemeinde verdankt ihren Namen dem durch sie hindurchfließenden Fluss Traisen.
Der Name geht auf das keltische Wort *tragisamā zurück, was so viel bedeutet wie „die sehr schnelle“. Der Name ist auf einem römerzeitlichen Stein, der in St. Pölten gefunden wurde, überliefert.
Der Fluss war direkt oder indirekt auch Namensgeber für weitere an ihn angrenzende Orte wie Traismauer und in früherer Zeit ebenfalls für St. Pölten, dessen Name sich mit Treisma ad monasterium Sti Ypoliti im Jahr 976 auf den Fluss beziehen lässt.

### Bevölkerungsentwicklung
2009 hatte Traisen 3704 Einwohner. Nach dem Ergebnis der Volkszählung 2001 gab es 3649 Einwohner. 1991 hatte die Marktgemeinde 3643 Einwohner, 1981 3573 und im Jahr 1971 3541 Einwohner.
| Traisen: Einwohnerzahlen von 1869 bis 2025          | Traisen: Einwohnerzahlen von 1869 bis 2025 | Traisen: Einwohnerzahlen von 1869 bis 2025 | Traisen: Einwohnerzahlen von 1869 bis 2025 | Traisen: Einwohnerzahlen von 1869 bis 2025 |
| --------------------------------------------------- | ------------------------------------------ | ------------------------------------------ | ------------------------------------------ | ------------------------------------------ |
| Jahr                                                |                                            |                                            |                                            | Einwohner                                  |
| 1869                                                | 1869                                       |                                            | 710                                        | 710                                        |
| 1880                                                | 1880                                       |                                            | 964                                        | 964                                        |
| 1890                                                | 1890                                       |                                            | 1.340                                      | 1.340                                      |
| 1900                                                | 1900                                       |                                            | 2.003                                      | 2.003                                      |
| 1910                                                | 1910                                       |                                            | 3.007                                      | 3.007                                      |
| 1923                                                | 1923                                       |                                            | 3.305                                      | 3.305                                      |
| 1934                                                | 1934                                       |                                            | 3.106                                      | 3.106                                      |
| 1939                                                | 1939                                       |                                            | 3.023                                      | 3.023                                      |
| 1951                                                | 1951                                       |                                            | 3.216                                      | 3.216                                      |
| 1961                                                | 1961                                       |                                            | 3.358                                      | 3.358                                      |
| 1971                                                | 1971                                       |                                            | 3.541                                      | 3.541                                      |
| 1981                                                | 1981                                       |                                            | 3.573                                      | 3.573                                      |
| 1991                                                | 1991                                       |                                            | 3.643                                      | 3.643                                      |
| 2001                                                | 2001                                       |                                            | 3.649                                      | 3.649                                      |
| 2011                                                | 2011                                       |                                            | 3.571                                      | 3.571                                      |
| 2021                                                | 2021                                       |                                            | 3.428                                      | 3.428                                      |
| 2025                                                | 2025                                       |                                            | 3.385                                      | 3.385                                      |
| Quelle(n): Statistik Austria, Gebietsstand 1.1.2021 |                                            |                                            |                                            |                                            |

## Kultur und Sehenswürdigkeiten

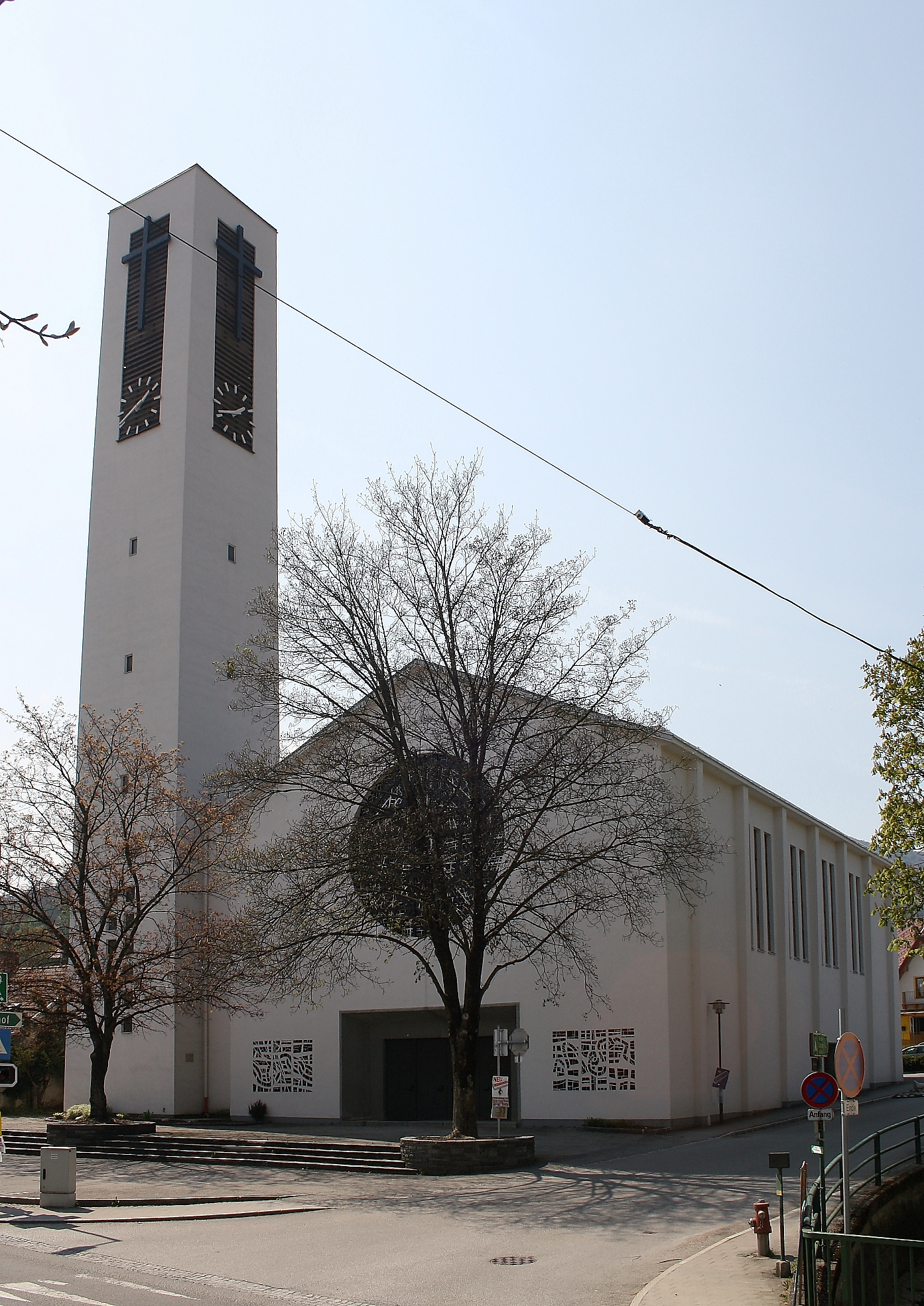
Pfarrkirche Traisen

- Katholische Pfarrkirche Traisen Jesus Christus, Erlöser der Welt
- Katholische Filialkirche Traisen hl. Johannes der Täufer
- Werkskapelle Traisen: Die Werkskapelle wurde 1936 vom damaligen Werkssekretär Heresch und dem Lohnrechnungsprüfer Brenn gegründet. Nach guten Anfangserfolgen kam durch die Kriegsereignisse das Musikgeschehen völlig zum Erliegen. Im Jahre 1942 wurde die Kapelle durch Franz Brenn neu zusammengestellt. Ihm folgten die Kapellmeister Johann Brandstätter, Kurt Neugschwendtner, Ludwig Pfandl, Karl Erdinger, Ernst Böckl, Erwin Hofbauer und ab 1983 Armin Schaffhauser. Zurzeit besteht das Orchester aus 50 Musikerinnen und Musikern im Alter zwischen zehn und fünfundsiebzig Jahren. Zu den herausragendsten Ereignissen in der Geschichte der Werkskapelle zählen die Ausstattung der Kapelle mit der Bergmannstracht 1971, die Abhaltung der Bezirksmusikfeste 1971, 1986 und 1996 sowie die Konzertreisen nach Prag, Singen, St. Ulrich/Südtirol und Stumm im Zillertal. Zu einer beliebten Einrichtung in der Gemeinde wurde das jährlich stattfindende Barbara-Konzert. Erfolge: 12 ausgezeichnete Erfolge bei den Konzertmusikbewertungen (5-mal Stufe B, 7-mal Stufe C) Ehrenpreise in Bronze, Silber, Gold und Sonderpreis des LH von NÖ. Goldene Dirigentennadel für Kapellmeister Schaffhauser. Seit 1983 wurden bei Marschmusikwertungen nur ausgezeichnete Erfolge (insgesamt 15) mit den Stabführern Erwin Hofbauer, Armin Schaffhauser und Peter Schubert erreicht.

## Wirtschaft und Infrastruktur

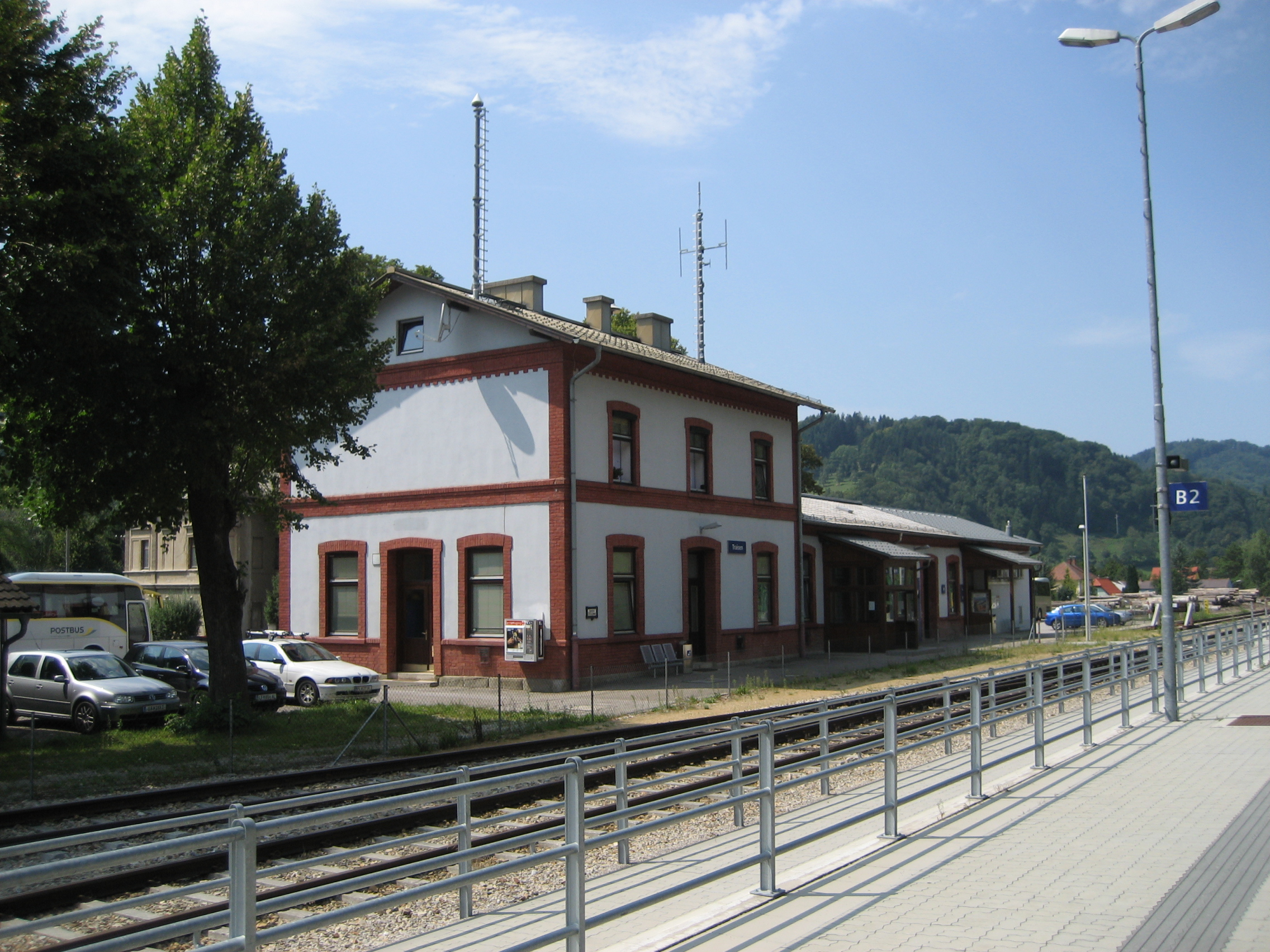
Bahnhof Traisen

Nichtlandwirtschaftliche Arbeitsstätten gab es im Jahr 2001 137, land- und forstwirtschaftliche Betriebe nach der Erhebung 1999 14. Die Zahl der Erwerbstätigen am Wohnort betrug nach der Volkszählung 2001 1561. Die Erwerbsquote lag 2001 bei 43,51 Prozent. Die größten Arbeitgeber der Gemeinde sind: Georg Fischer (Weicheisengießerei), Voestalpine (Stahlgießerei), Trost (Transport u. Kräne), Janisch (Installateur).

### Gesundheit
In Traisen ordinieren mehrere Allgemeinmediziner und Fachärzte. Rettungseinsätze, Krankentransporte sowie Behindertentransporte übernimmt eine Arbeiter-Samariter-Bund-Dienststelle. Diese Rettungsstelle besitzt eine eigene Jugendgruppe (Arbeiter-Samariter-Jugend) und feierte im Jahr 2016 das 60-jährige Bestehen. Die Rettungsstelle wurde 2011 vom Landesverband NÖ übernommen und ist nun Teil der Samariterbund NÖ Betriebsführungs GesmbH.

### Öffentliche Einrichtungen
In der Gemeinde gibt es eine Volksschule und eine Neue Mittelschule.

## Politik

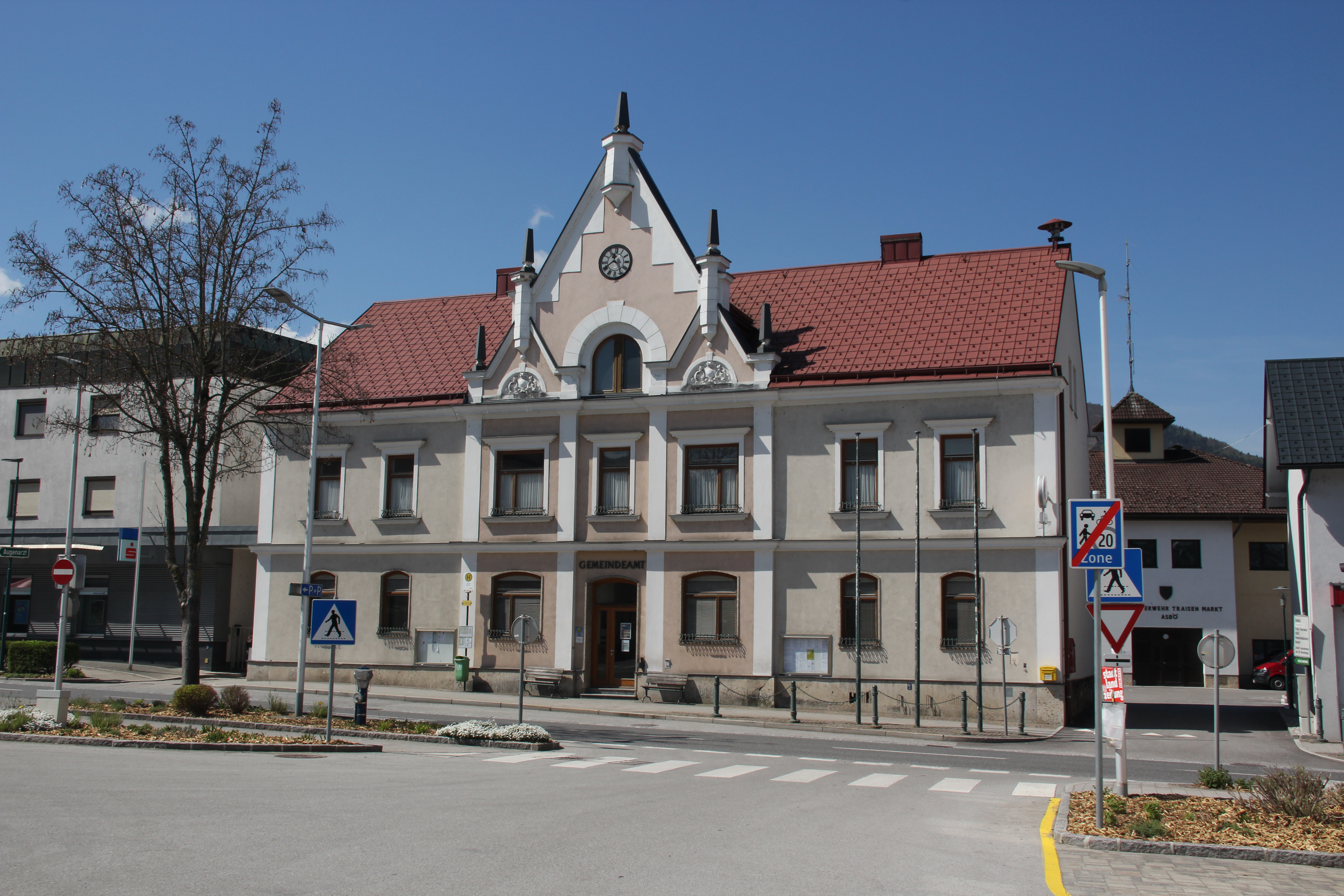
Gemeindeamt

### Gemeinderat
Der Gemeinderat hat 23 Mitglieder.
- Mit den Gemeinderatswahlen in Niederösterreich 1990 hatte der Gemeinderat folgende Verteilung: 16 SPÖ, 3 FPÖ, 2 ÖVP, und 2 Sonstige.
- Mit den Gemeinderatswahlen in Niederösterreich 1995 hatte der Gemeinderat folgende Verteilung: 16 SPÖ, 3 FPÖ, 2 ÖVP, 1 Für ein soziales Traisen (FEST), und 1 Grüne.[8]
- Mit den Gemeinderatswahlen in Niederösterreich 2000 hatte der Gemeinderat folgende Verteilung: 19 SPÖ, 2 ÖVP, und 2 FPÖ.[9]
- Mit den Gemeinderatswahlen in Niederösterreich 2005 hatte der Gemeinderat folgende Verteilung: 18 SPÖ, und 5 ÖVP.[10]
- Mit den Gemeinderatswahlen in Niederösterreich 2010 hatte der Gemeinderat folgende Verteilung: 15 SPÖ, 6 ÖVP, 1 FPÖ, und 1 Grüne.[11]
- Mit den Gemeinderatswahlen in Niederösterreich 2015 hatte der Gemeinderat folgende Verteilung: 14 SPÖ, 6 ÖVP, 2 FPÖ, und 1 Grüne.[12]
- Mit den Gemeinderatswahlen in Niederösterreich 2020 hat der Gemeinderat folgende Verteilung: 16 SPÖ, 5 ÖVP und 2 FPÖ.[13]

### Bürgermeister
- 1961–1968 Franz Lettner
- 1968–1993 Erich Kalteis (SPÖ)
- 1993–1995 Alfred Krickl
- 1995–2023 Herbert Thumpser (SPÖ)
- seit 2023 Monika Feichtinger (SPÖ)[14]

### Wappen
Sein Wappen, erst 1979 verliehen, ist ein linksgerichteter, silberner Drache auf mittelgrünem Untergrund.

## Persönlichkeiten
Söhne und Töchter der Gemeinde
- Alfred Drabits (* 1959), ehemaliger Fußballspieler
- Wilhelmine Goldmann (* 1948), Managerin
- Rupert Hollaus (1931–1954), 125er Motorrad-Weltmeister des Jahres 1954
- Erich Kalteis (1926–1993), Politiker und langjähriger Bürgermeister
- Pater Matthäus Kurz OCist (1865–1952), Konventuale des Stiftes Lilienfeld. Seelsorger, Priesterbildner und Publizist
- Kurt Krieger (1926–1970), erster österreichischer Baseballspieler in der MLB
- Hans Malzacher (1896–1974), Montanist
- Walter Sachs (1901–1985), Schriftsteller und Lehrer
- Sepp Zöchling (1914–1989), Maler